# Old England
L’ancien magasin Old England est l’œuvre de l’architecte Paul Saintenoy en 1899. Il est occupé depuis 2000 par le musée des instruments de musique de Bruxelles en Belgique.
Il constitue l’un des plus beaux exemples de l'Art nouveau à Bruxelles. Il est situé au cœur du Mont des Arts, en face de la fontaine d'Alexander Calder.
Construit en fonte et fer forgé, il comporte également des frises de faïences et de nombreux détails décoratifs d’inspiration végétale. Saintenoy a su y exploiter toutes les qualités de légèreté et de courbes du fer forgé, avec une tourelle au sommet et une marquise en façade travaillées comme de véritable bijoux.
La rénovation du bâtiment, menée par le Bureau GUS (Danny Graux, Georges Vanhamme et François Terlinden), a commencé en 1989 et a duré plus de dix ans, car il était en très mauvais état. Pour des raisons d’économie d’entretien et d’incompréhension de l’Art nouveau, ses ferronneries et éléments décoratifs avaient été ôtés ou obstrués. Il a fallu les replacer, les restaurer et faire également un travail important de recherches car les documents montrant l’apparence originelle du bâtiment étaient rares. Aujourd’hui l’Old England a retrouvé toute sa superbe grâce à ces travaux (de telle ampleur et qualité qu’un prix a récompensé la restauration des façades).
L’entrée, le vestiaire et la distribution entre les différentes salles d’exposition du musée se fait dans ce bâtiment de l’Old England. Cela explique en partie que la majorité des visiteurs identifie le MIM à l’Old England.